# Sobol americký
Sobol americký (Martes americana) je lasicovitá šelma z rodu Martes.

## Výskyt
Areál výskytu sobola amerického se liší na základě toho, jestli je v rámci něj klasifikován i osamostatňovaný druh Martes caurina, anebo nikoli. V užším smyslu se vyskytuje od území Kanady a Aljašky okrajově až po severovýchod Spojených států a americký Středozápad. V širším smyslu se vyskytuje i na severozápadním pobřeží Tichého oceánu zhruba od jižní části Britské Kolumbie po Kalifornii a od Skalnatých hor po Nové Mexiko. Oba dva druhy jsou si nicméně velmi podobné jak vzhledem, tak nároky na prostředí, v literatuře proto mohou být popisovány společně a informace uváděné k Martes americana se mohou týkat i Martes caurina (což platí i pro tento článek).

## Popis
Samci sobola amerického měří 36–45 cm a váží 0,47–1,3 kg, samice měří 32–40 cm a váží 0,3–0,85 kg. Délka ocasu činí 13,5–23 cm. Dlouhým štíhlým tělem, krátkými končetinami a huňatým ocasem se sobol americký podobá ostatním lasicím. Hlava má trojúhelníkový profil, vyznačuje se špičatým čenichem a velkýma zaoblenýma ušima. Lebka je dlouhá a úzká, s tenkými jařmovými oblouky a zejména u samců s výrazným sagitálním hřebenem. Celkový zubní vzorec činí I 3/3, C 1/1, P 4/4, M 1/2 = 38 zubů.
Srst je dlouhá a hustá, na omak hedvábná a svým zbarvením variabilní, pohybuje se v různých žlutých, hnědých či černých odstínech (na hlavě bývá světlejší, na končetinách a ocasu naopak tmavší). Vždy se objevuje světlá náprsenka.

## Chování a ekologie
Sobol americký (resp. i Martes caurina) obývá zejména vzrostlé jehličnaté nebo smíšené lesy, zejména smrko-jedliny s bujným podrostem. V otevřených oblastech žijí sobolové vzácně, ačkoli mohou tolerovat louky či okraje lesů.
Sobol americký si, podobně jako ostatní lasicovité šelmy, vydržuje domovské okrsky, kdy se domovský okrsek každého samce překrývá s domovskými okrsky dvou až šesti samic. Na základě radiotelemetrických dat činí velikost samčího území snad až 10 až 20 km2 a velikost samičího území 3 až 6 km2. Doupata si tyto šelmy budují zejména v dutinách stromů, v kládách a pařezech, ale i v norách v zemi, v hromadách kamení, v žulových výchozech a na jiných vhodných místech. Mohou zabírat úkryty hlodavců rodu čikarí (Tamiasciurus). V zimě si hloubí doupata ve sněhu a jejich velké tlapy jim obecně usnadňují pohyb po sněhové pokrývce (v zimě mají díky tomu konkurenční výhodu nad kunami rybářskými [M. pennanti]). Sobolové bývají, v závislosti na roční době, aktivní ráno, večer či v noci. Jejich potravu tvoří široké spektrum kořisti, zejména křečkovití z podčeledi Sigmodontinae a jiní hlodavci, dále také rejsci, ptáci, plazi, obojživelníci, žížaly a hmyz. Dovedou přemoci zvířata až do velikosti zajíce měnivého (Lepus americanus). Vyjma masa se přikrmují i vejci či bobulemi.
Rozmnožování ve volné přírodě probíhá zhruba od června do srpna. Samice poukazuje na svou připravenost ke spáření pomocí pachových značek, samotné kopulaci předchází delší období dvoření. Samotná březost trvá asi 28 dní, ovšem u tohoto druhu se objevuje fenomén odložené nidace, díky níž se mláďata často rodí teprve v březnu či dubnu. Vrh čítá 1 až 5 mláďat, jež jsou asi 42 dnů závislá na mateřském mléce. Určitou péči jim snad někdy může poskytovat i samec. Dospělé velikosti mladí sobolové dosahují v asi 3,5 měsících a pohlavně dospívají mezi 15 až 24 měsíci.
Délka dožití činí až 15 let, ve volné přírodě však bývá sotva třetinová. Přirozená mortalita činí 13–44 %, z toho většina jedinců padne za oběť větším predátorům, jako je rys červený (Lynx rufus) nebo velcí draví ptáci.

## Ohrožení
Mezinárodní svaz ochrany přírody (IUCN) ve svém vyhodnocení stavu ohrožení z roku 2016 považuje sobola amerického za málo dotčený druh (za jeden druh přičemž považuje M. americana i M. caurina). Celkově se jedná o hojnou šelmu rozšířenou i napříč chráněnými oblastmi, k úbytku populací však přispívá lovecký tlak a odlesňování. Zejména na jihovýchodě areálu výskytu byl sobol v mnohých oblastech vyhuben, ovšem místy dochází i k reintrodukčním programům.